# Namakwaland (regio)

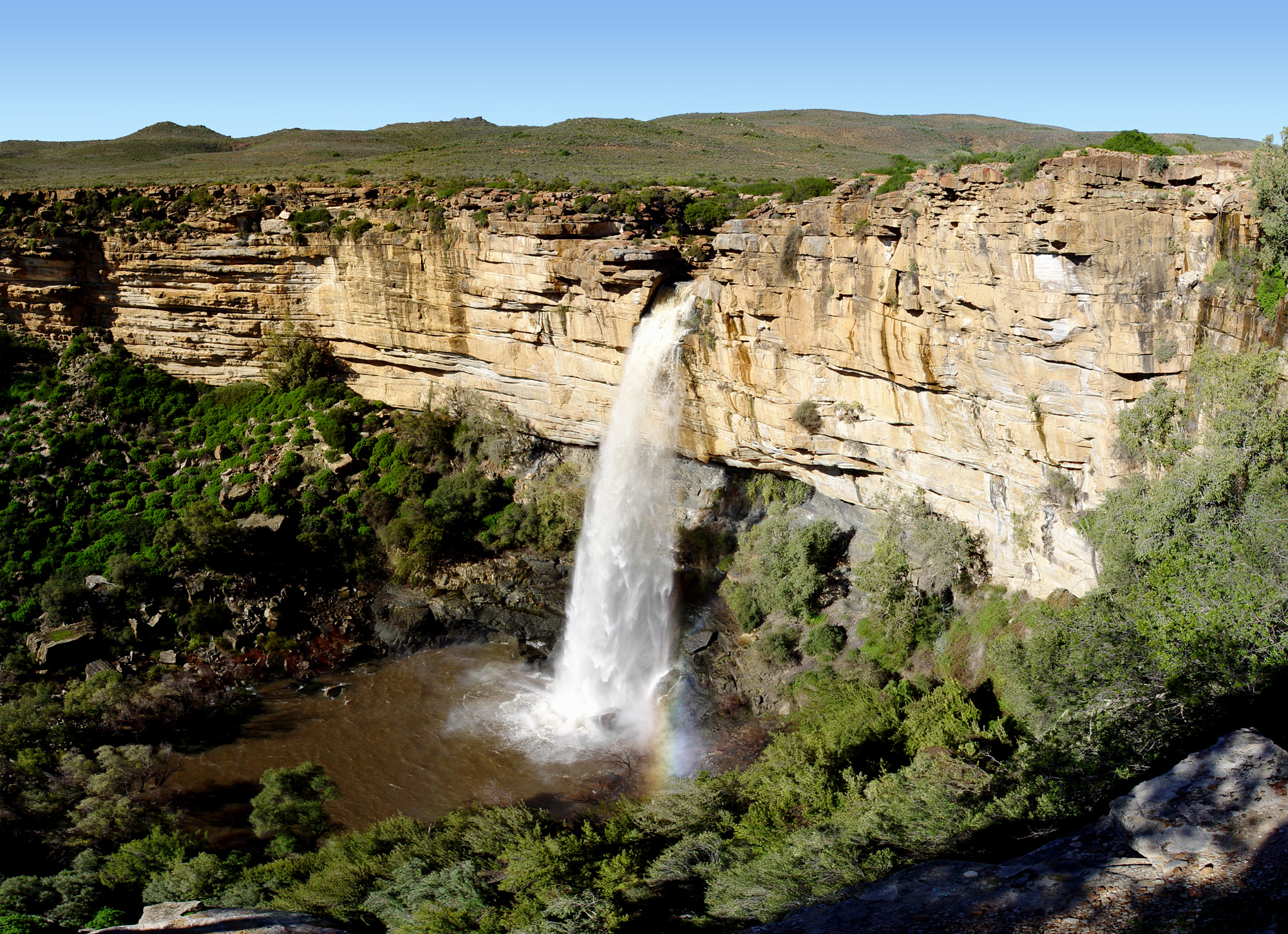
Waterval in de Doornrivier

Namakwaland, ook gespeld als Namaqualand en bekend onder de oudere naam Namaland, is een regio in Namibië en Zuid-Afrika, die zich uitstrekt langs de westkust met een lengte van meer dan 970 kilometer en een totale oppervlakte van 440.000 kilometer. Het is een dunbevolkt woestijngebied, dat wordt bevolkt door de Nama, een Khoikhoi-gemeenschap. Namakwaland heeft het grootste aantal Afrikaanssprekende inwoners, 90% van de bevolking spreekt er de taal. Namaland is ook de naam van een thuisland, dat in 1980 door het Zuid-Afrikaanse apartheidsregime in Namibië werd gevestigd. 

## Geografie en naamgeving
Namakwaland is in tweeën gedeeld door de Oranjerivier, die de grens vormt tussen Namibië en Zuid-Afrika. Begin 20ste eeuw noemde de Duitse kolonisator het gebied boven de rivier Groot Namaland (Groß-Namaland), zich naar het zuiden uitstrekkend vanaf de Steenbokskeerkring, ongeveer in het midden van Namibië. Het Zuid-Afrikaanse deel heette Klein-Namaland.
Groot Namakwaland omvat de regio !Karas in Namibië. Het begint in het noorden ongeveer bij Windhoek, in het oosten gaat het over in de Kalahari. Het wordt meestal kortweg Namaland genoemd, maar oudere kaarten vermelden ook wel Great Namaqualand. Klein Namakwaland ligt in het Zuid-Afrikaanse district Namakwa, in de provincie Noord-Kaap en wordt in het zuiden begrensd door de Olifantsrivier. Het wordt gewoonlijk kortweg aangeduid als Namakwaland of Namaqualand.

## Landschap
Rond de Oranjerivier bevindt zich het grensoverschrijdende nationale park Richtersveld. Aan de Zuid-Afrikaanse kust ligt het Nationaal park Namakwa.

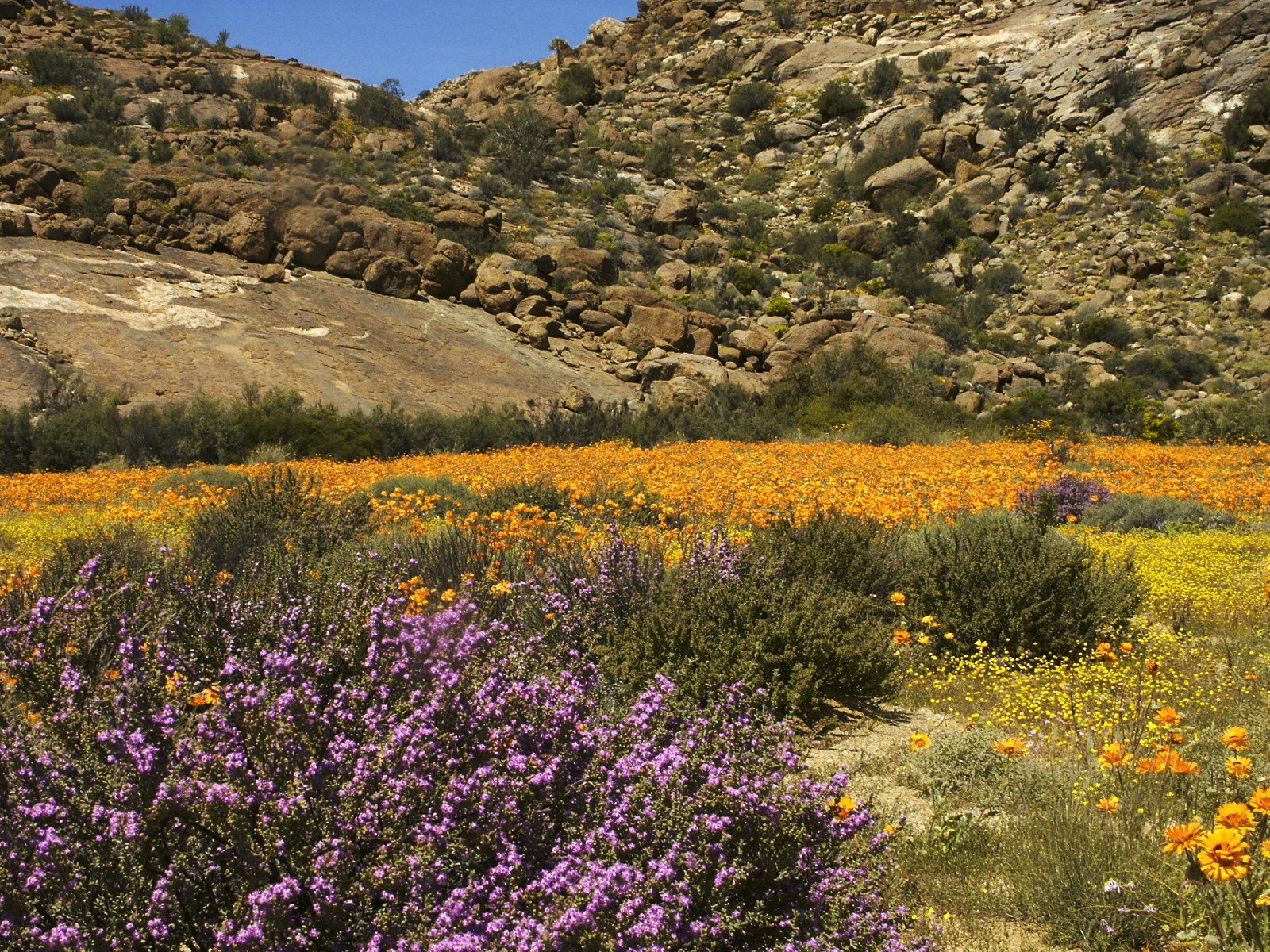
Woestijnbloei
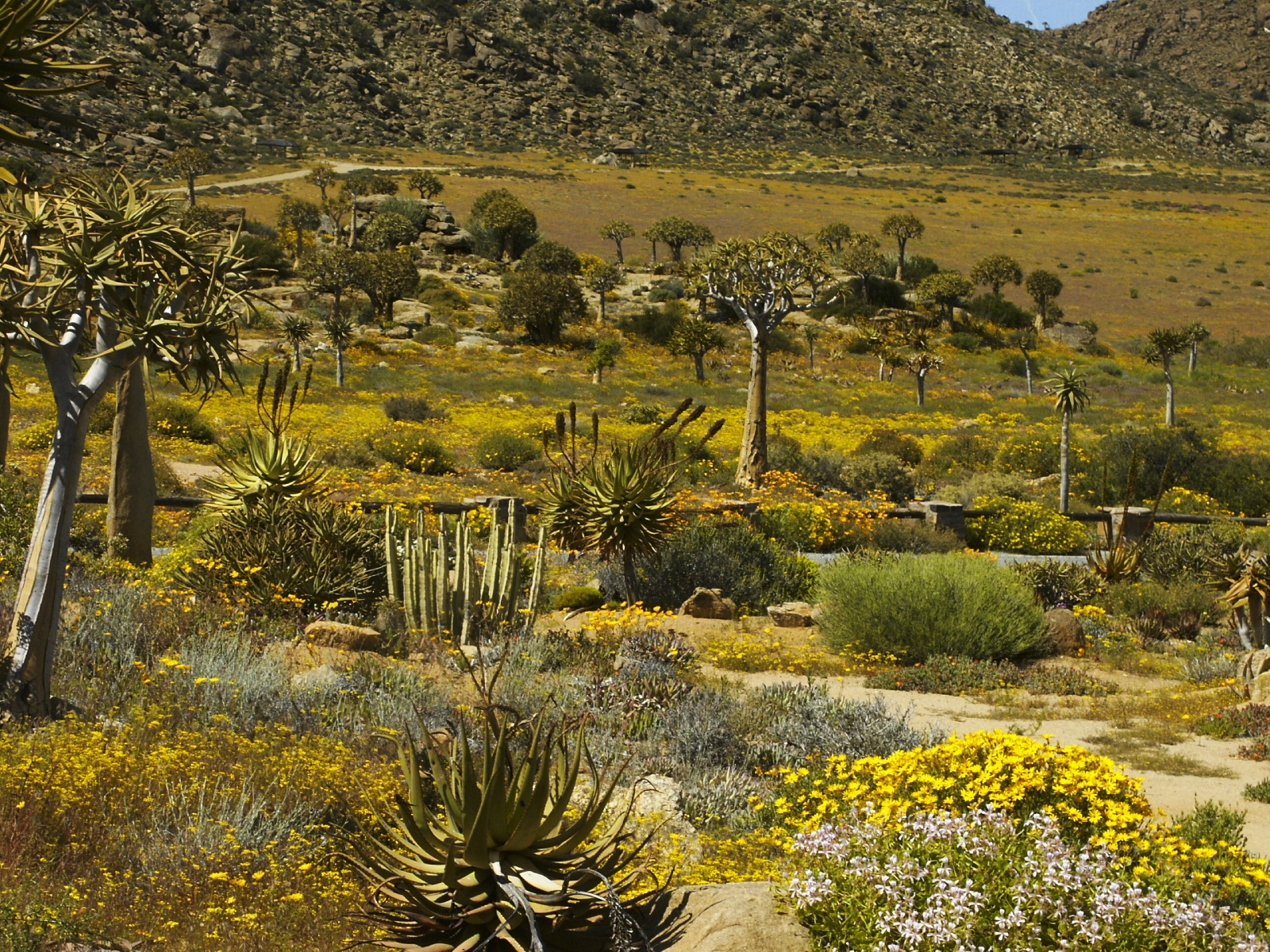
Goegap
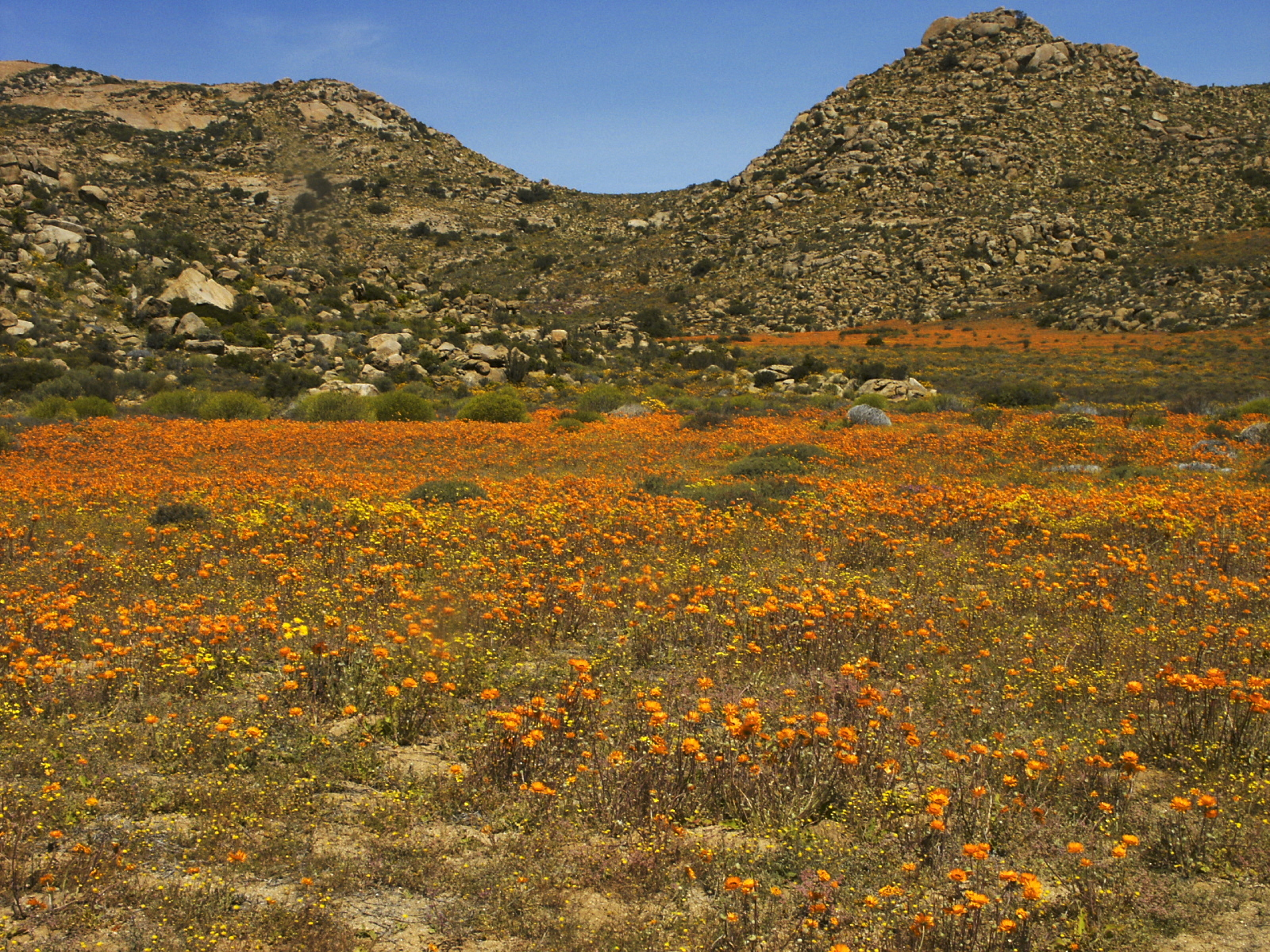
Woestijnbloei
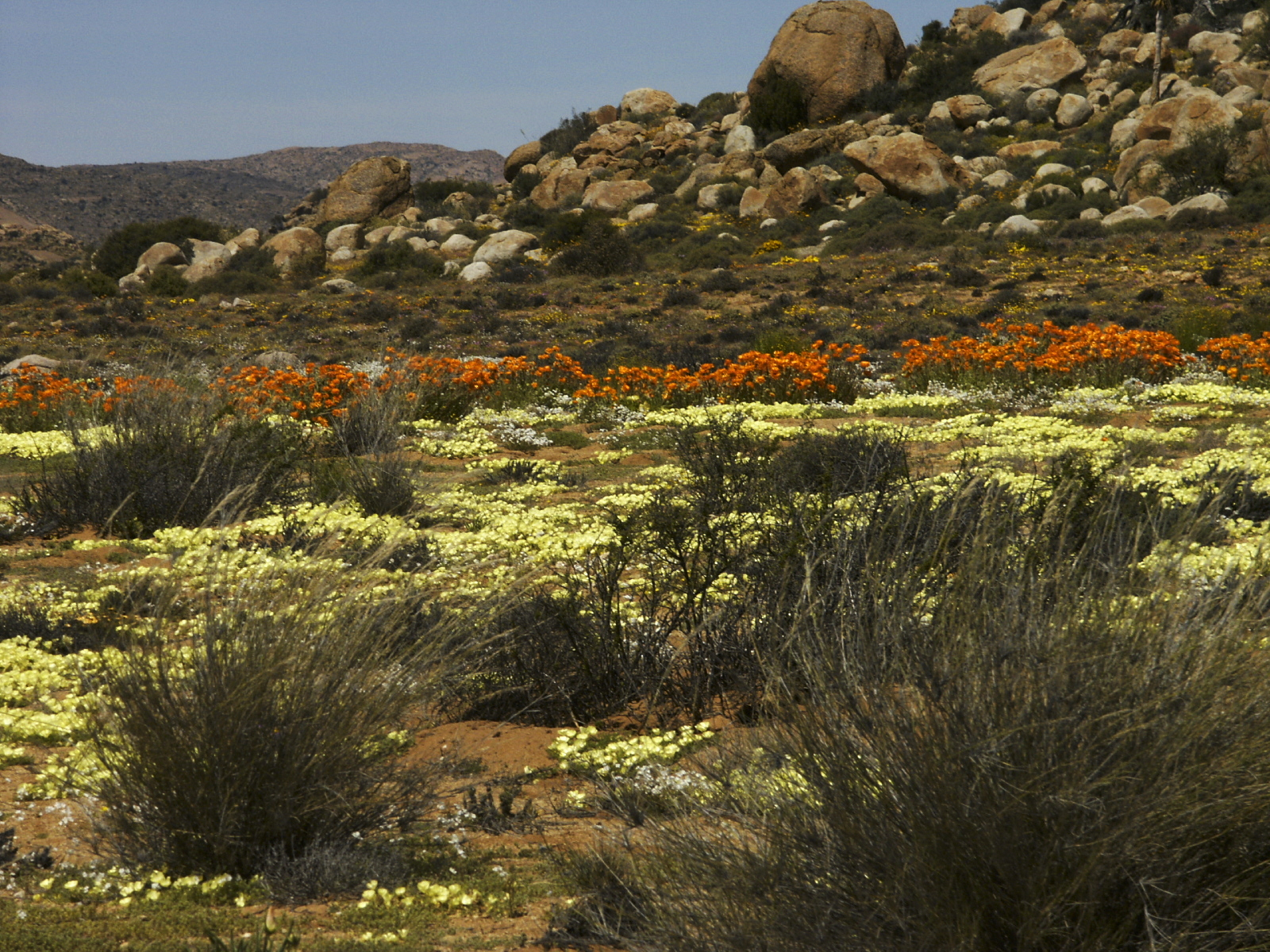
Woestijnbloei